# Jawornik Polski
Jawornik Polski é um município no sudeste da Polônia. Pertence à voivodia da Subcarpácia, no condado de Przeworsk. É a sede da comuna urbano-rural de Jawornik Polski e da paróquia católica romana de Santo André Apóstolo.
Estende-se por uma área de 8,48 km², com 1 177 habitantes, segundo o censo de 31 de dezembro de 2021, com uma densidade populacional de 138,8 hab./km².
Jawornik recebeu o foral de cidade por volta de 1472. Em 1784, sob a anexação austríaca, foi transformada em uma cidade de mercado. Após a Polônia recuperar sua independência, Jawornik Polski permaneceu com os direitos históricos de uma cidade de mercado, mas constituiu uma comuna rural unitária no condado de Rzeszów, da voivodia de Lviv. Seguindo as premissas da reforma comunal na Segunda República Polonesa, Jawornik Polski perdeu seus direitos de município em 1 de agosto de 1934, tornando-se parte da recém-criada comuna coletiva de Hyżne, no qual formou uma gromada (o então equivalente a um sołectwo). Nos anos 1934–1954 na comuna de Hyżne (desde 1945 na voivodia de Rzeszów)), 1954–1972 a sede da gromada de Jawornik Polski. Em 1 de janeiro de 1973, foi incorporada ao condado de Przeworsk, onde se tornou a sede da recém-criada comuna de Jawornik Polski. De 1975 a 1998, pertenceu administrativamente à voivodia de Przemyśl. Em 1 de janeiro de 2024, recuperou a condição de cidade.

## Divisão administrativa
| Nome         | Tipo            |
| ------------ | --------------- |
| Chałupki     | parte da cidade |
| Dolny Koniec | parte da cidade |
| Grabnik      | parte da cidade |
| Kurzy Dział  | parte da cidade |
| Miasto       | parte da cidade |
| Młyńska Góra | parte da cidade |
| Szałaje      | parte da cidade |
| Zapady       | parte da cidade |

## História
Em 4 de abril de 1448, Małgorzata Mościcowa de Kmita Mościcowa de Dynow é registrada em um censo como proprietária de Jawornik Polski e das aldeias de Hyżne, Hadle, Szklary, Harta e Dylągówka. Em 1472, Jawornik foi registrada em documentos como uma cidade. Ela foi fundada entre 1448 e 1472 e era de propriedade principalmente da família Kmita, do Castelo de Sobień. Após a morte do proprietário anterior de Jawornik, Andrzej Kmita, em 1494, sua filha Nawojka Kmita, herdeira da propriedade paterna, cedeu seus direitos ao irmão de seu tio, Piotr Kmita. Ela se casou duas vezes: a primeira com Piotr Ligęza (falecido em 1543), castelão de Czechów, de quem se divorciou, e a segunda com Stanisław Mateusz Stadnicki (falecido em 1563), castelão de Sanok. Foi o segundo marido que protestou contra a cessão dessas terras a Piotr Kmita. A família Stadnicki, especialmente Marcin Stadnicki (filho de Stanisław) e Michał Zebrzydowski, foram sucessivos proprietários de Jawornik.
Em 19 de março de 1657, os habitantes, com a ajuda de tropas de camponeses, inicialmente repeliram um ataque de um destacamento de mil homens do exército de Jorge Rákóczi II, mas o exército inimigo finalmente entrou na cidade, assassinando a população e queimando o castelo.
Depois que Jakub Bronicki, do brasão de Korwin, morreu em fevereiro de 1769, sua esposa Anna Bronicka de Nowotaniec casou-se pela segunda vez com o coronel Walenty Górski e tornou-se proprietária de Jawornik. Walenty Górski era coronel do exército polonês na Guarda da Coroa da Lituânia, além de poeta e dramaturgo; suas peças eram apresentadas em Lviv.
Após a morte de Górski em decorrência de ferimentos na revolta de 4 de fevereiro de 1832, a propriedade foi herdada por seu filho Stanisław Leonard Górski, um insurgente da Revolta de Janeiro. Anna se casou novamente, com Piński. Após a morte de seu filho, ela herdou a propriedade. Por um veredicto do Tribunal de Circuito em Rzeszów de 4 de novembro de 1864, devido ao endividamento da propriedade, ela foi assumida por Leon Kellermann. Em 1872, Zygmunt Chmielowski tornou-se o proprietário.
Durante a ocupação nazista em junho de 1942, os alemães criaram um gueto para os habitantes judeus. Ele abrigava cerca de 400 judeus. Em julho de 1942, eles foram levados para o gueto de Rzeszów e, de lá, para o campo de extermínio de Bełżec, onde foram assassinados.

## Monumentos históricos

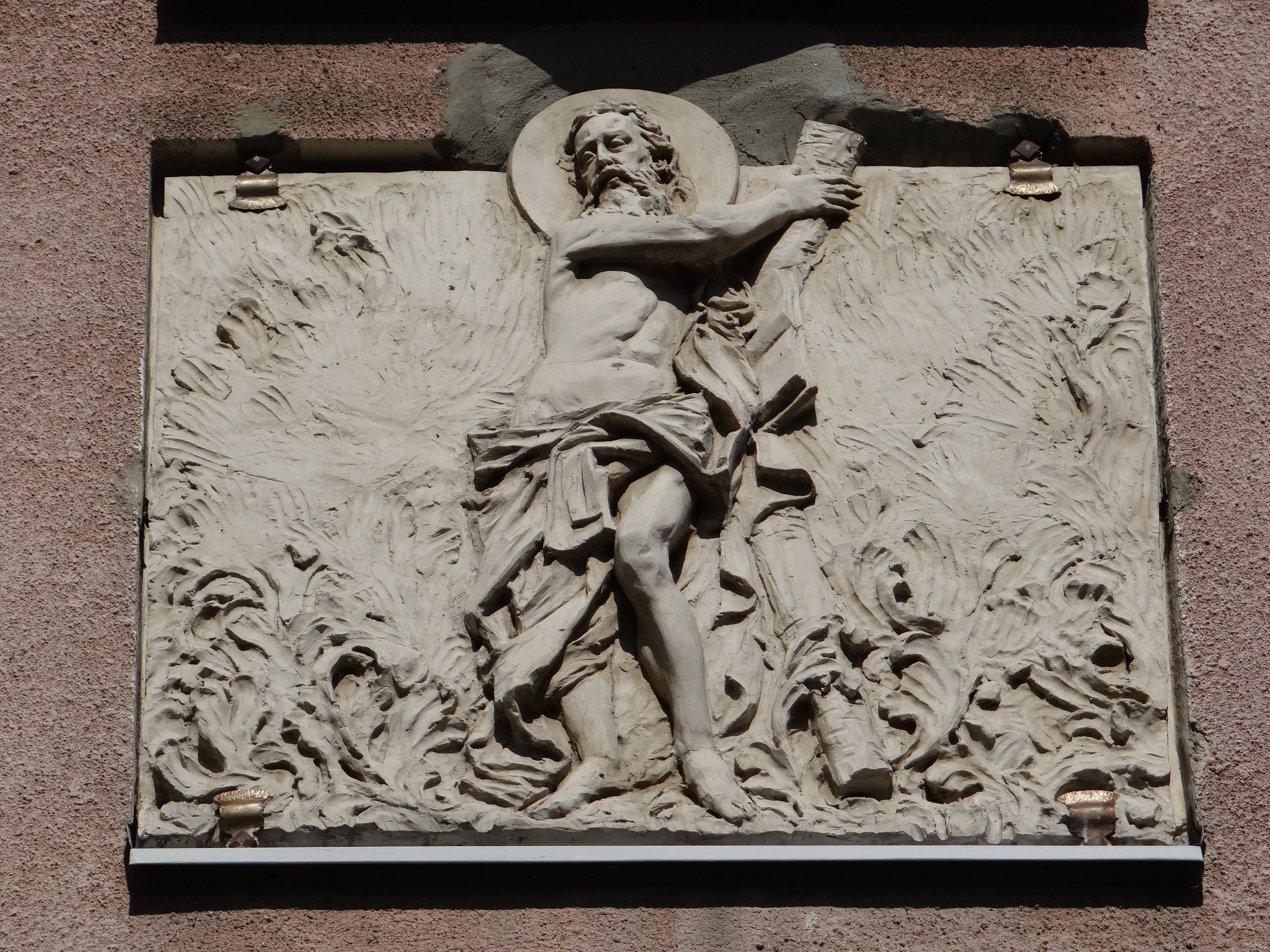
Baixo-relevo na parede da igreja

Segundo o registro de monumentos do Instituto do Patrimônio Nacional, os monumentos listados são:
- Igreja paroquial de Santo André Apóstolo, de 1838–1839, com mobília dos séculos XIX e XX. A paróquia de Santo André Apóstolo em Jawornik Polski foi erguida em 1492 e pertence à forania de Kańczuga.[21] Originalmente, ela tinha um templo de madeira.
  - Cemitério da igreja
  - Casa paroquial de 1917
  - Capela funerária da família Górski, no cemitério, de 1850
- Estação da ferrovia de bitola estreita Przeworsk-Dynów, século XIX/XX
- Usina de secagem de areia, XIX/XX

Não muito longe do vilarejo está o túnel mais longo da ferrovia de bitola estreita da Europa (602 m).
A Casa Regional de Javorník está localizada em um antigo prédio histórico do início do século XX, construído pelo Rev. Prof. Henryk Roszkowski (1878–1946), onde antes funcionava um centro de saúde.

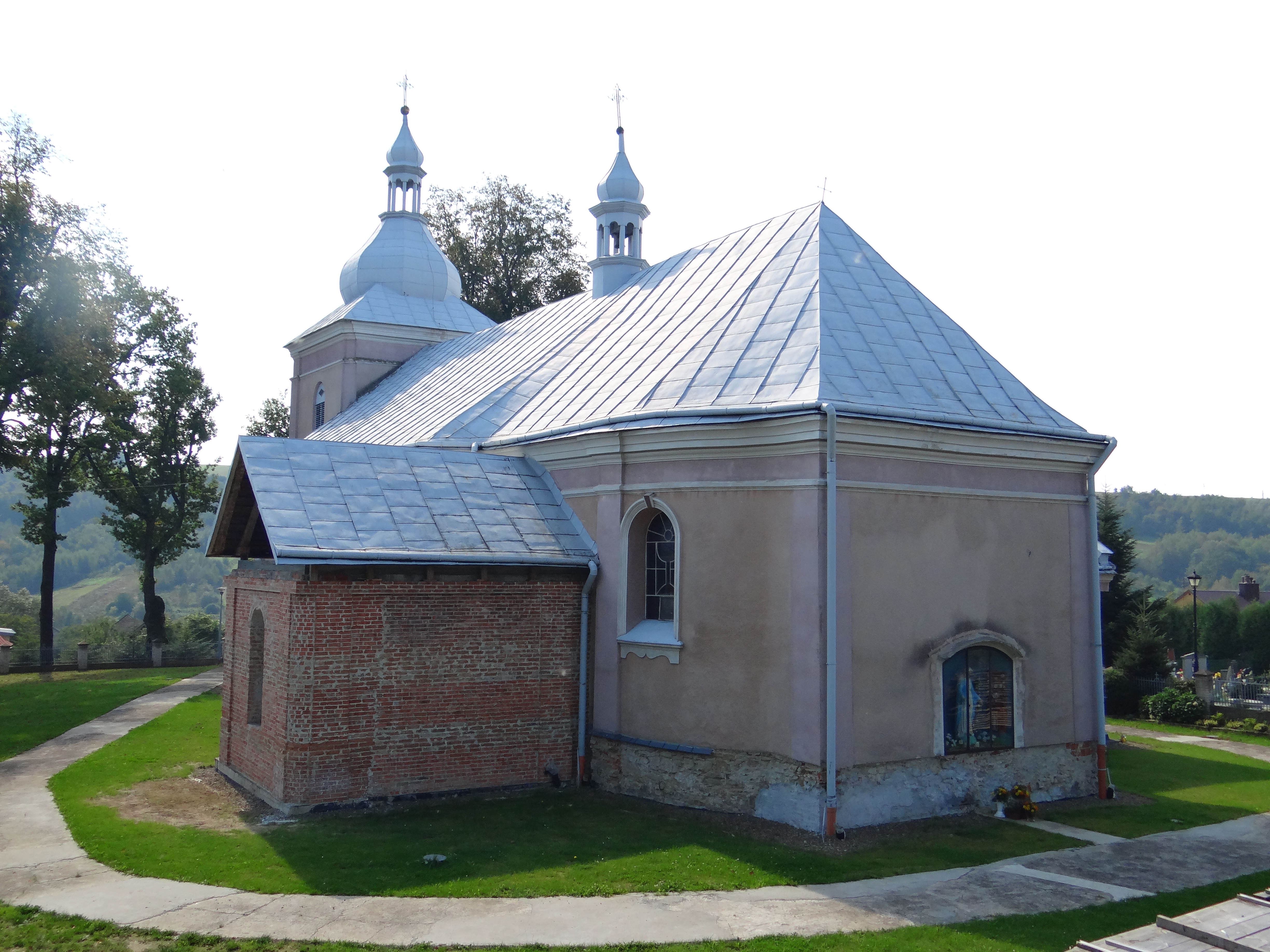
Igreja
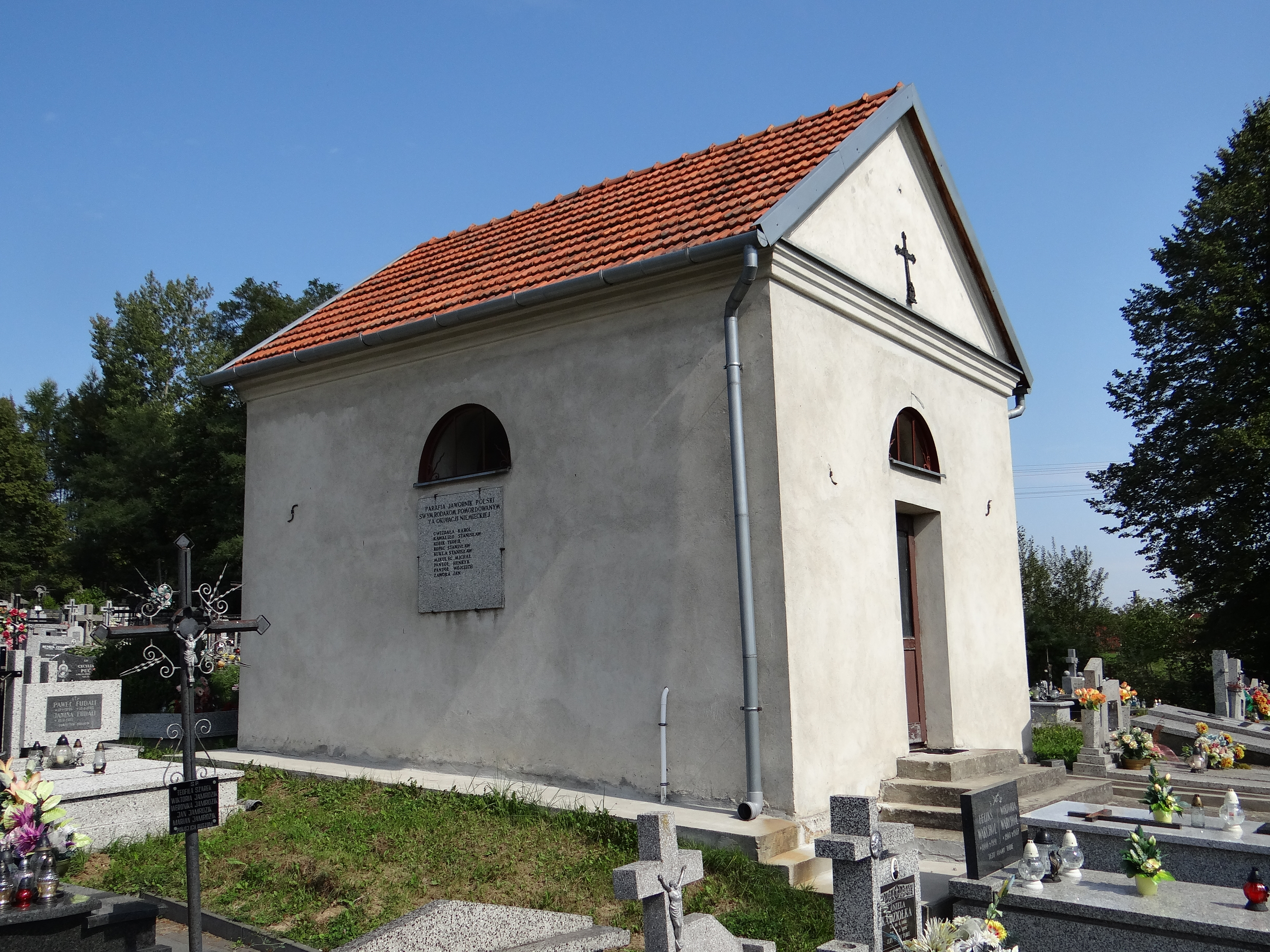
Capela sepulcral da família Górski
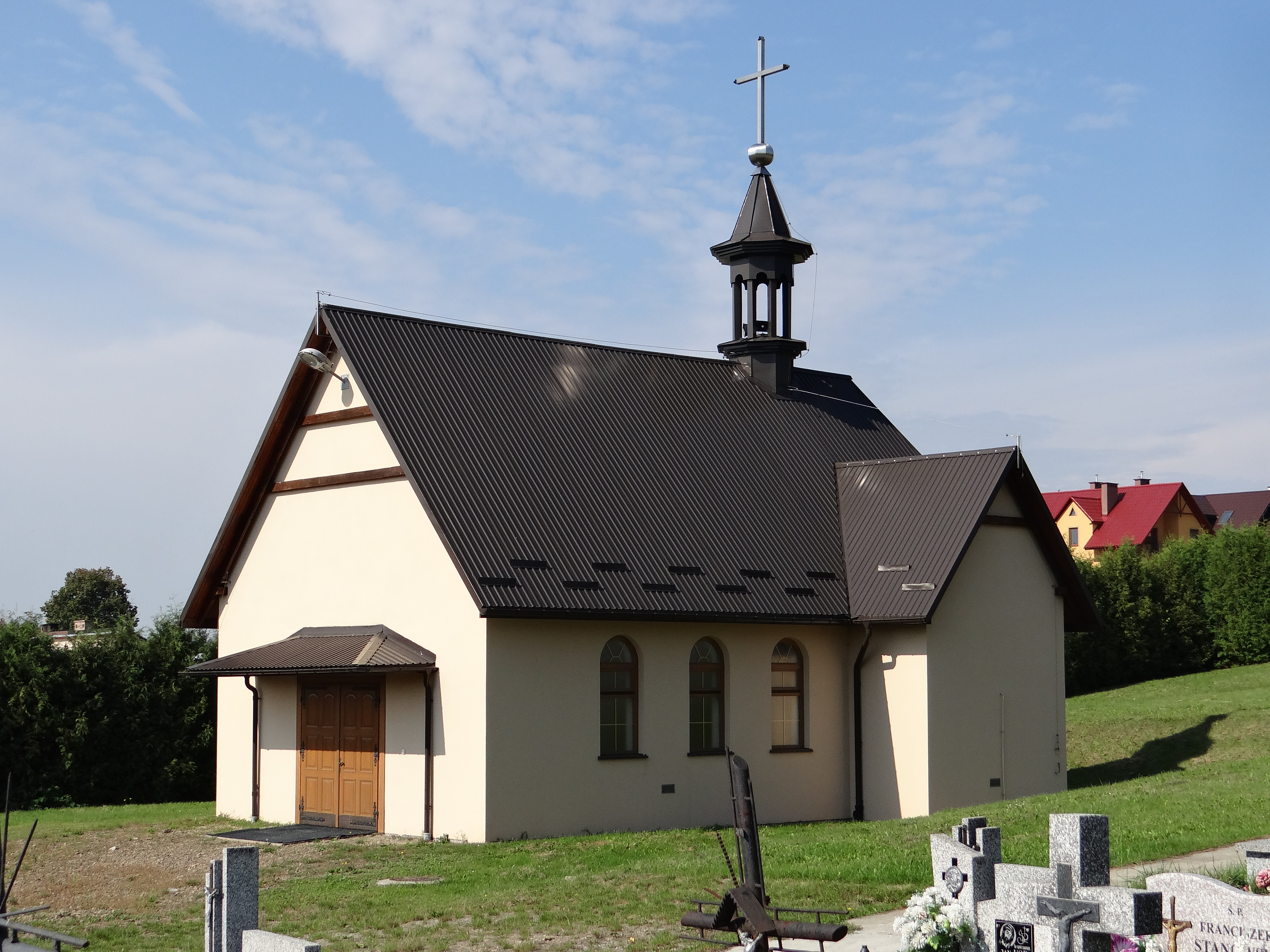
Capela do cemitério
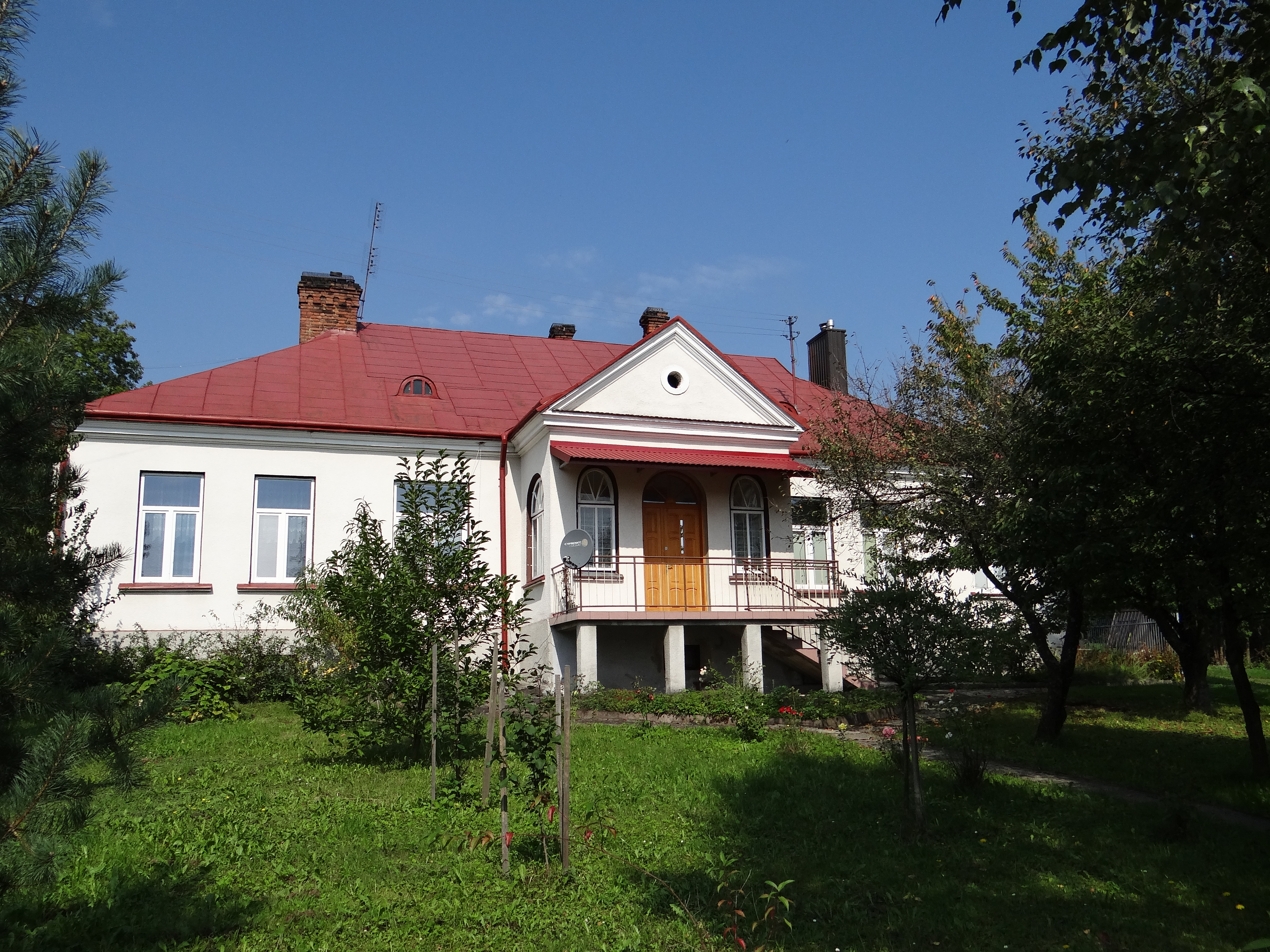
Casa paroquial